# Berlingske Media Forlag
Berlingske Media Forlag er et dansk forlag etableret i 2010 af Berlingske Media som et paraplyforlag for bøger, der udgives af mediekoncernen. Der er i virkeligheden tale om en genoprettelse, idet Det Berlingske Bogtrykkeri og Det Berlingske Forlag blev etableret i 1749 og gik ind omkring 1980.